# Sporangiofor
Sporangiofor, trzonek zarodnionośny – specjalny twór unoszący zarodnie u niektórych grzybów i roślin zarodnikowych.
U niektórych grup systematycznych grzybów jest to specjalna, wznosząca się strzępka zakończona zarodnią. U sprzężniaków (Zygomycota) trzonki te bywają rozgałęzione. Każde takie boczne odgałęzienie nazywane jest mianem sporangiola (sporangiolum) i zakończone jest zarodnią mniejszą i zawierającą mniej zarodników niżeli zarodnia szczytowa zwana merosporangium. U Pilobolus jednokomórkowy sporangiofor ma na szczycie część mało elastyczną (kolumellę) wnikającą do zarodni, podczas gdy jego reszta jest elastyczna i wraz z dojrzewaniem rozszerza się nawet dwukrotnie, tworząc nabrzmiały pęcherzyk. W pewnym momencie ciśnienie turgoru wzrasta do ok. 5,5 atm. tak, że część nieelastyczna pęka, a ciśnienie komórkowe wyrzuca zarodnię na odległość ok. 1 m.
Sporangiofory mogą przejawiać właściwości odmienne od reszty grzybni. U niektórych pleśniakowców wykazują fototropizm dodatni (u Pilobolus longipes wystarczy światłość 0,0000006 kandeli) lub geotropizm ujemny.
Określenie „sporangiofor” stosowane jest też odniesieniu do tarczowatych sporofili u roślin skrzypowych (Equisetopsida).

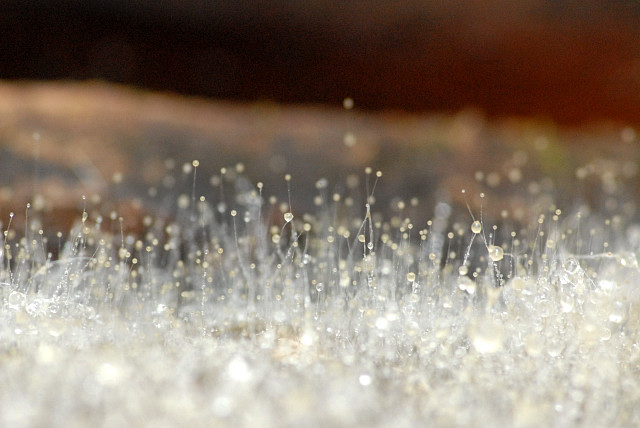
Sporangiofory pleśniaka białego zakończone kulistymi zarodniami
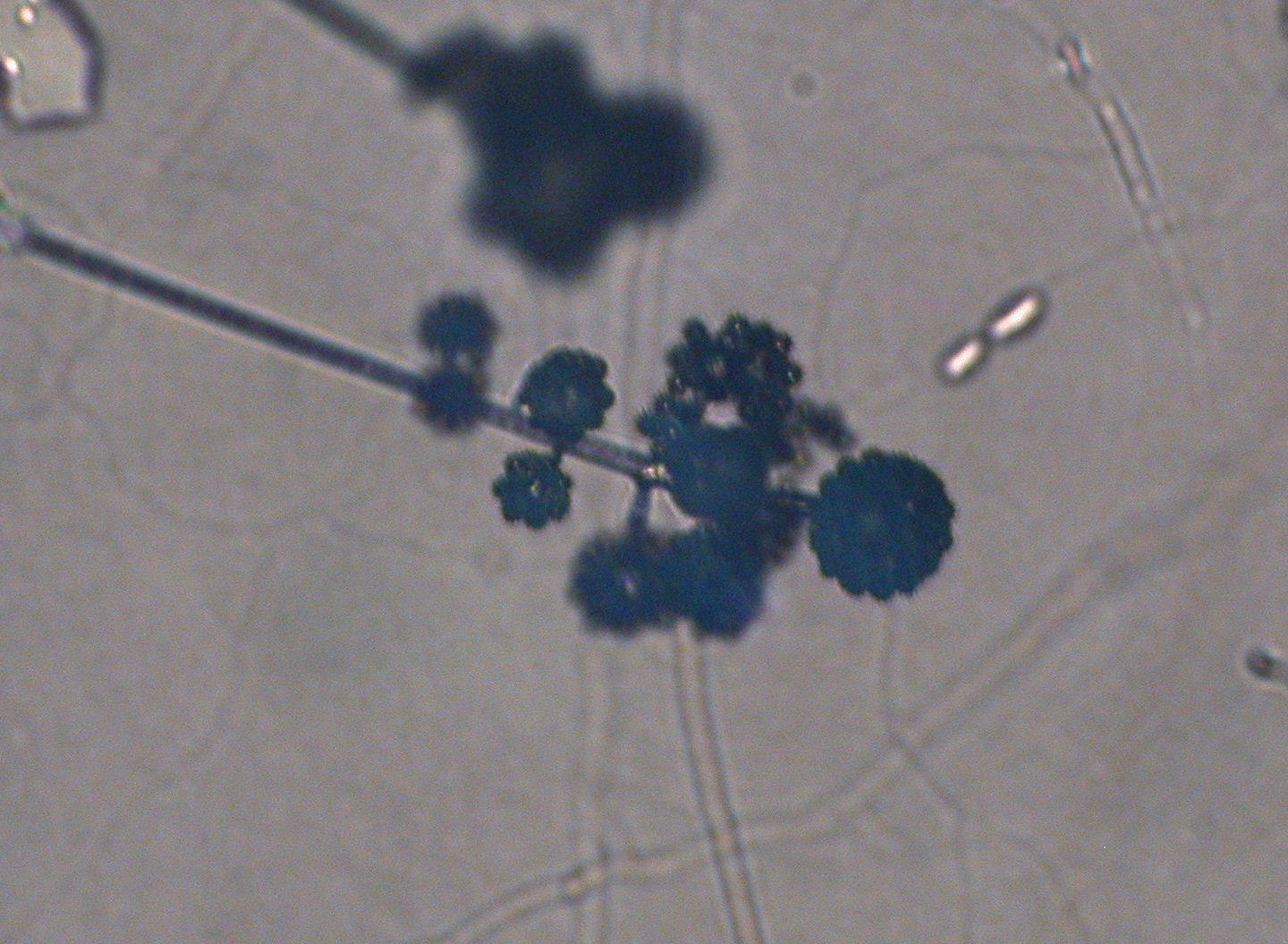
Sporangiofor ze sporangiolami u Cunninghamella echinulata
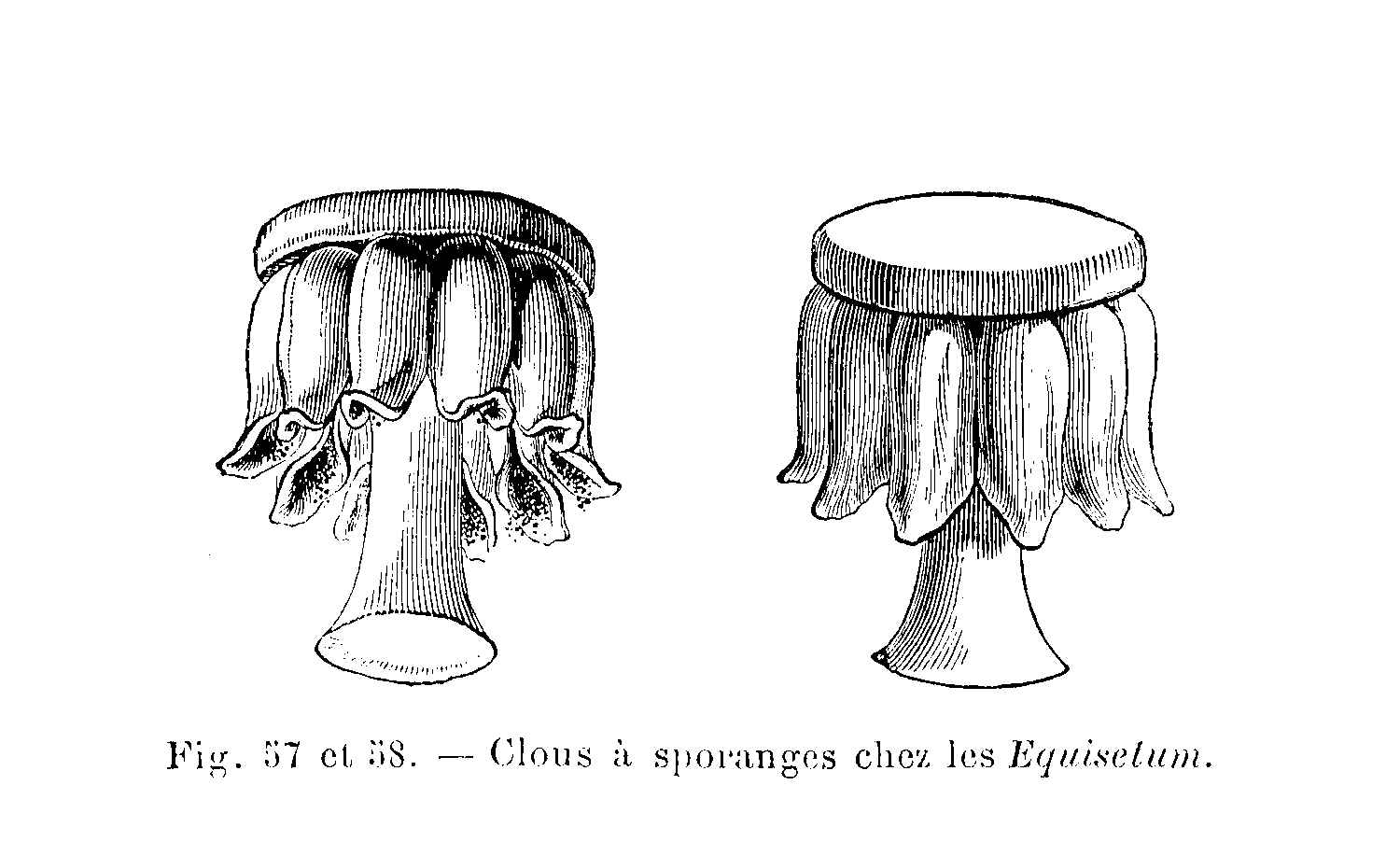
Sporangiofor skrzypów
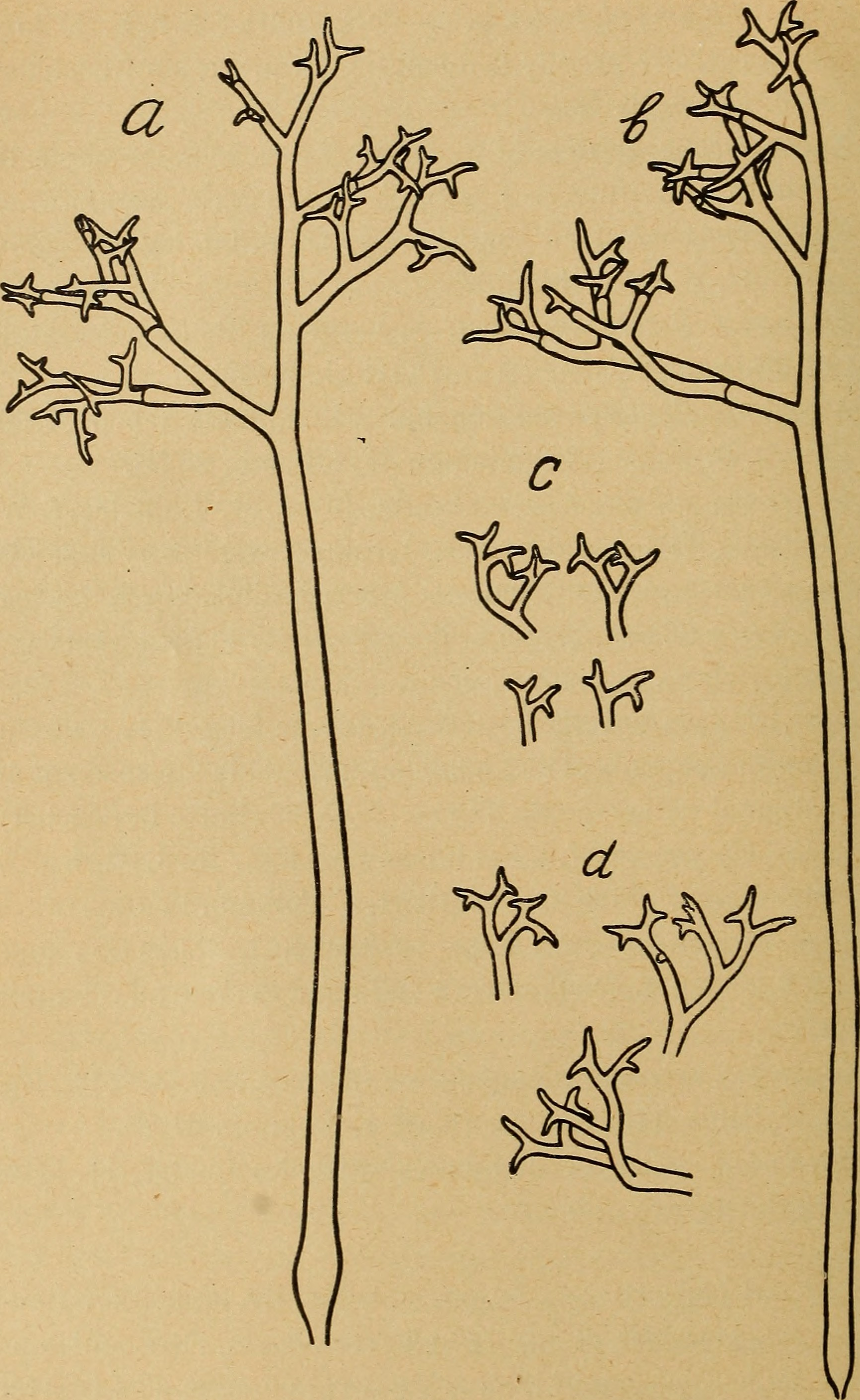
Sporangiofor Peronospora
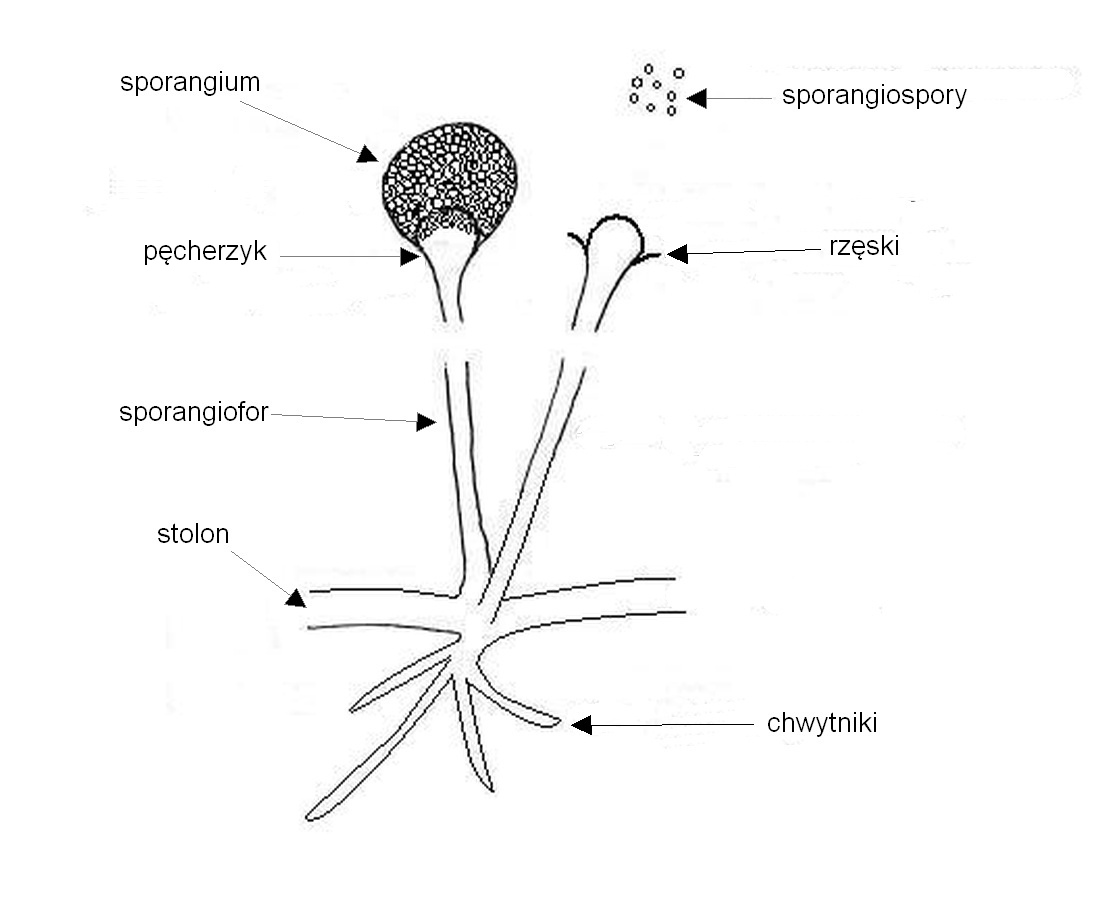
Sporangiofor u Rhizopus